# Paris vu par... 20 ans après
Paris vu par… 20 ans après je francouzský povídkový film z roku 1984. Skládá se z šesti kratších segmentů, které režírovali Chantal Akermanová, Bernard Dubois, Philippe Garrel, Frédéric Mitterrand, Vincent Nordon a Philippe Venault. Jde o pokračování filmu Paříž očima… z roku 1965.

## Segmenty

### J'ai faim, j'ai froid
- Scénář a režie: Chantal Akermanová
- Kamera: Luc Benhamou
- Hudba: Francine Sandberg
- Hrají: Maria de Medeiros, Pascale Salkin, Aníbal Esmoris

### Place Clichy
- Scénář: Agathe Vannier a Bernard Dubois
- Režie a střih: Bernard Dubois
- Kamera: Anne Khripounoff
- Hudba: Michel Bernholc
- Hrají: Emmanuelle Debever, Albert Delpy, Julien Dubois, Lolita Dubois

### Rue Fontaine
- Scénář a režie: Philippe Garrel
- Kamera: Pascal Laperrousaz
- Střih: Sophie Coussein
- Hudba: Faton Cahen
- Hrají: Jean-Pierre Léaud, Christine Boisson, Philippe Garrel

### Rue du Bac
- Scénář a režie: Frédéric Mitterrand
- Kamera: Romain Winding
- Střih: Pascale Bouché, Kenout Peltier
- Hudba: Jean-Claude Deblais, Roger Pouly
- Hrají: Tonie Marshall, Antoine Perset, Sapho, Jamal Nielson

### Paris-Plage
- Scénář a režie: Vincent Nordon
- Kamera: Martin Schäfer
- Střih: Joëlle Barjolin
- Hudba: Jean-Marie Hausser, Sylvano Santorio
- Hrají: Katrine Boorman, Pierre-Alain Chapuis, Béatrice Romand

### Canal Saint-Martin
- Scénář a režie: Philippe Venault
- Hudba: Jorge Arriagada
- Hrají: Jacques Bonnaffé, Pascale Rocard